# Longford (Kansas)
Longford è una città degli Stati Uniti d'America della contea di Clay nello Stato del Kansas.